# Fatima Whitbread
Fatima Whitbread (ur. 3 marca 1961 w Stoke Newington w Londynie) – brytyjska lekkoatletka, która specjalizowała się w rzucie oszczepem. Jej matką była Turecka Cypryjka, a ojciec Grekiem Cypryjskim.
Swoją międzynarodową karierę rozpoczęła od zdobycia w 1979 roku w Bydgoszczy złotego medalu mistrzostw Europy juniorów. Trzy razy startowała w igrzyskach olimpijskich (w latach 1980 – 1988) zdobywając w sumie dwa krążki: srebrny i brązowy. W 1983 roku zajęła drugie miejsce w mistrzostwach świata przegrywając z reprezentantką Finlandii Lillak. Mistrzyni Europy z 1986 oraz złota medalistka mistrzostw świata w Rzymie (1987) gdzie pokonała swoją największą rywalkę Petrę Felke, reprezentującą NRD. Dwukrotna medalistka igrzysk Wspólnoty Narodów. 28 sierpnia 1986 podczas eliminacji mistrzostw Europy ustanowiła nowy rekord świata – 77,44. Rezultat ten jest rekordem życiowym zawodniczki, a do czasu zmiany środka ciężkości damskiego oszczepu w 1999 roku był także rekordem Wielkiej Brytanii. Została odznaczona Orderem Imperium Brytyjskiego.

## Osiągnięcia
| Rok  | Impreza                     | Miejsce     | Pozycja           | Wynik |
| ---- | --------------------------- | ----------- | ----------------- | ----- |
| 1979 | Mistrzostwa Europy juniorów | Bydgoszcz   | 1. miejsce        | 58,20 |
| 1980 | Igrzyska olimpijskie        | Moskwa      | el. – 18. miejsce | 49,74 |
| 1982 | Mistrzostwa Europy          | Ateny       | 8. miejsce        | 65,10 |
| 1982 | Igrzyska Wspólnoty Narodów  | Brisbane    | 3. miejsce        | 58,86 |
| 1983 | Mistrzostwa świata          | Helsinki    | 2. miejsce        | 69,14 |
| 1983 | Finał A pucharu Europy      | Londyn      | 1. miejsce        | 69.04 |
| 1984 | Igrzyska olimpijskie        | Los Angeles | 3. miejsce        | 67,14 |
| 1985 | Finał A pucharu Europy      | Moskwa      | 2. miejsce        | 71,90 |
| 1985 | Puchar świata               | Canberra    | 3. miejsce        | 65,12 |
| 1986 | Mistrzostwa Europy          | Stuttgart   | 1. miejsce        | 76,32 |
| 1986 | Igrzyska Wspólnoty Narodów  | Edynburg    | 2. miejsce        | 68,54 |
| 1987 | Mistrzostwa świata          | Rzym        | 1. miejsce        | 76,64 |
| 1988 | Igrzyska olimpijskie        | Seul        | 2. miejsce        | 70,32 |